# La Tsavre
Der La Tsavre (auch bekannt als Mont Ferret) ist ein Berg in den Walliser Alpen oberhalb des kleinen Dorfes Ferret im Val Ferret, Kanton Wallis, Schweiz. Der Berg ist 2978 m ü. M. hoch und ist damit der höchste Punkt des einsamen Tals Combe de l’A zwischen dem Val Ferret und dem Val d’Entremont.